# 哥林多後書
《哥林多後書》或譯《格林多後書》（希臘語：ΠΡΟΣ ΚΟΡΙΝΘΙΟΥΣ B΄），全名是《保羅達哥林多人後書》、《聖保祿宗徒致格林多人後書》，是新約聖經全书的第8本书，也是保罗书信之一，由使徒保羅所著，是《哥林多前書》的後續。
《哥林多後書》主題：新約的職事與執事。

## 寫作背景

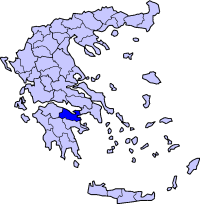
哥林多在希腊版图上的位置

時間可能是公元55年的晚夏或早秋。哥林多的基督徒會衆裏仍然有些問題引起使徒保羅的關注。僅在幾個月之前，保羅寫了一封給哥林多人的信。在此之後，提多奉差到哥林多去，協助當地弟兄收集捐款以資助猶太的聖徒，可能也藉此觀察一下哥林多人對保羅第一封書信的反應。他們對勸告有甚麽回應？保羅的話促使他們憂愁、悔改。知道這件事令保羅感到多麽欣慰！提多帶着這個有利的報告回到馬其頓保羅那裏。
因此保羅再次致信哥林多人。這第二封信是在馬其頓寫成的，寫成後可能由提多送到哥林多去。当时的問題促使保羅寫這封信，問題之一就是在哥林多人當中有些“超級使徒”存在；保羅把這些人描述為“假使徒，行事詭詐”。哥林多會衆成立了不算很久。
保羅説：“如今我打算第三次到你們那裏去。”在他寫第一封信的時候，他曾經計劃第二次探訪哥林多人。雖然他已經作好準備，這次“再得益處”的機會卻沒有實現。是故，在此之前保羅其實只到過哥林多一次，就是於公元50–52年在哥林多逗留了18個月，當其時他建立了一群會衆。可是，後來保羅終於實現了他重訪哥林多的願望。保羅在希臘停留了三個月（很可能在公元56年），其實他至少花了一部分時間在哥林多，並且在那裏寫信給羅馬人。

## 主題特色
本書較突出的主題有幾方面：
1. 受苦的含義
2. 捐獻應有的態度
3. 作神僕的工作性質和權柄

相比保羅其他書信，本書較著重作者個人與信徒的關係，而較少系統化的教導。

## 本書大綱
- 問候語（1:1-2）
- 為神賜安慰而感恩（1:3-11）
- 為個人的言行作解釋：
  - 變更行程的因由及對犯過者的做法（1:12-2:13）
  - 傳道事工的性質
    - 使徒忠實的態度（2:14-3:3）
    - 新約職事的超越性（3:4-4:6）
    - 使徒的受苦和盼望（4:7-5:10）
    - 使徒作神使者和僕人的身分（5:11-6:10）
- 為耶路撒冷信徒籌集款項（8:1-9:15）
- 為信徒身分自辯
- 就別人的批評自辯（10:1-11:15）
- 以愚妄人自居，細訴經歷（11:16-12:13）
- 計畫第三次往哥林多去（12:14-13:10）
- 結語（13:11-14）

## 主要内容

### 從“賜各樣安慰的上帝”獲得幫助
（覆盖哥林多后书1章1節至2章11節）在開頭的問候裏，保羅提及提摩太也有分致意。保羅説：“願頌讚歸與⋯⋯發慈悲的父，賜各樣安慰的上帝。我們在一切患難中，祂就安慰我們，”使我們可以進一步安慰别人。雖然保羅和同伴曾經遭受極大的壓力，有過生命的危險，上帝卻救了他們。哥林多人也可以幫助他們，為他們禱告。保羅對自己的真誠和上帝的非配得仁慈深具信心，因此憑着這種信心寫信給他們。上帝的應許藉着耶穌都成為“是”了；上帝也膏了那些屬基督的人，賜給他們心裏的“聖靈”作為“憑據”。
保羅在第一封信第五章所談及的男子看來已被逐出會衆。他已經真正悔改而表現憂傷。是故保羅吩咐哥林多人要衷誠寬恕懺悔者，向之表現愛心。

### 符合作新約服事者的資格
（覆盖哥林多后书2章12節至6章10節）保羅把自己和哥林多的基督徒比作在基督的凱旋行列中。（哥林多人很熟悉當日凱旋行列的馨香之氣，因為每逢軍隊勝利歸來時，人民便沿途焚香而發出這種香氣。）保羅肯定地指出：“我們不⋯⋯為利混亂上帝的道。”
保羅和他的同工無須從哥林多人獲得文件和薦信，也不用給他們什麼薦信。保羅宣稱哥林多的信徒本身就是薦信。“由我們以服事者的身分”寫成，並且不是刻在石板上，而是「刻在肉體的板上，刻在心上」。書面的法典是叫人死，所帶着的乃是漸漸消失的榮耀，是暫時的。可是，聖靈的作用卻帶來生命，是長存而滿有榮耀的。“每逢誦讀摩西書的時候”，以色列人的心中都蒙上了帕子；但只要他們歸向主，帕子就得以除去，“變成主的形狀，榮上加榮”。
保羅寫道：「我們知道我們地上的房屋會被天上永存的房屋所代替。在這個日子未來到之前，我們會憑着信心坦然無懼地勇往向前。縱使現今我們與基督分離，我們仍力求蒙祂悦納。」與基督聯合的人乃是“新的創造物”，並且持有和好的服事職務。他們是“基督的大使”。 保羅在每一方面都推薦自己是上帝的服事者。他怎樣自薦呢？「藉着忍受許多患難、毆打、勞苦、徹夜不眠，藉着純潔，藉着知識，藉着恆忍，藉着仁慈，藉着聖靈，藉着無偽的愛心，藉着真實的言談，藉着上帝的力量；看似貧窮，但卻使許多人富足；看似一無所有，但卻樣樣都有。」

### “敬畏上帝，得以成聖”
（覆盖哥林多后书6章11節至7章16節）保羅告訴哥林多人説：「我們已擴闊了心去接納你們。」照樣，他們也應該擴闊自己的温厚感情。但他接着提出警告：“你們和不信的原不相配，不要同負一軛。”（哥林多后书6:11-14）光明和黑暗、基督和彼列，兩者有何交往呢？身為永生上帝的殿，他們必須把自己分别出來，不再接觸不潔的事物。保羅説：“我們⋯⋯就當潔淨自己，除去身體和靈魂一切的污穢，藉著敬畏神，得以成聖。”（7:1，引文来自《圣经和合本修訂版》中文版）
保羅進一步説：“我滿有安慰，在我們一切患難中格外喜樂。”（哥林多后书7:4，引文来自《圣经和合本修訂版》中文版）為什麼？不但因為提多來了，也因為他接獲關於哥林多的有利報告。他獲知哥林多人的渴求，他們的憂傷，以及他們為保羅大發熱心。他知道自己的第一封信曾叫哥林多人暫時難過，但卻喜見哥林多人因難過而悔改，以致得救。他稱讚他們與提多通力合作。

### 慷慨帶來獎賞
（覆盖哥林多后书8章1節至9章15節）論到捐獻賑濟有需要的“聖徒”，保羅援引馬其頓人的榜樣。他們雖然極為貧窮，卻慷慨捐輸，達到超乎他們的能力範圍以外。既然基督為了使信徒富足而自甘貧窮，如今保羅希望哥林多人效法馬其頓人，作出同樣的施予，以此表現他們對主耶穌基督的真摯愛心。他們若照自己所有的作出施予，結果就能彼此均等了。這樣，豐裕的不致過多，清貧的也不致過少。提多和别的弟兄為了這些仁慈的捐贈而奉差到哥林多人那裏去。保羅曾誇獎他們慷慨，稱讚他們預先預備妥當；故此他不希望哥林多人在準備這份豐富的禮物方面未能以竟全功，以致蒙受羞辱。不錯，“多種的多收”。捐獻應當由衷，“因為捐得樂意的人是上帝所喜愛的。”上帝也能向他們多施非配得的仁慈，讓他們綽有餘裕而能够多方表現慷慨。“感謝上帝，因祂有説不盡的恩賜！”

### 保羅為自己的使徒職分辯護
（覆盖哥林多后书10章1節至13章14節）保羅承認自己氣貌不揚。然而基督徒並不按着肉體爭戰；他們的武器是屬靈的，“在上帝面前有能力”，能把與上帝的知識相左的主張一概駁倒。（哥林多后书10:4）有些人只看事物的表面，聲稱使徒的書信雖有分量，言語卻俚俗粗鄙。他們應當知道，保羅會言行一致，正如他在信上所説的一般。哥林多人應該明白，保羅並沒有拿别人地區中的成就誇口，因為是保羅親自把好消息帶到哥林多人那裏去的。再者，倘若有什麼可誇的，也當指着耶和華誇口。
保羅覺得自己有責任把哥林多會衆當作貞潔的處女獻給基督。正如蛇曾用詭計誘使夏娃犯罪，哥林多人也有思想被腐化的危險。故此保羅力斥哥林多會衆的“超級使徒”。（哥林多后书11:5，引文来自《圣经和合本修訂版》中文版）他們是假使徒。既然撒但自己不斷化身為光明的天使，他的臣僕照樣裝假也不足為奇。但至於作基督的服事者，他們的紀錄跟保羅的紀錄比較起來又如何？保羅忍受了很多艱辛：下監、被毆打、乘船遇險三次、經歷各樣危險，時常不得眠不得食。可是在這一切患難中，保羅從沒有對會衆的需要視而不見。每逢有人跌倒，他就感到憤慨。
因此，假使真有人有誇口的理由，那就非保羅莫屬了。哥林多其他的所謂使徒能够訴説自己曾被提到樂園裏，聽見難以言喻的事嗎？然而保羅卻談及自己的弱點。為了使保羅不致過於自高，“有一根刺加在他的肉體上”。保羅懇求上帝將這根刺除去，上帝卻沒有應允，只是説：“我的恩典够你用的。”保羅寧願拿自己的弱點誇口，因為“基督的能力”可以像帳幕一樣覆庇他。事實證明保羅絶不亞於那些“超級使徒”。哥林多人已見到支持保羅的使徒職分的證據，因為他曾“用百般的忍耐，藉着神迹、奇事、異能”向哥林多人顯出確據來。他從沒有向哥林多人索取財物，他所差遣的提多和其他同工也沒有佔過他們的便宜。
保羅所做的一切事都是為了造就他們。然而保羅表示，他害怕來到哥林多時，發覺有些人沒有為自己屬肉體的行為表現悔改。他預先警告犯罪的人，他會採取適當的行動而不寬容任何人。保羅也勸會衆的所有分子要不斷試驗自己是否留在與基督聯合的信仰中。保羅和提摩太會為他們向上帝禱告。他吩咐他們要保持喜樂，恢復團結，這樣，仁愛和平的上帝就會與他們同在。在末了，保羅代衆聖徒向哥林多人問好，並且為了他們的屬靈福分向他們致最衷心的祝願。

## 基督新教觀點

### 关于服侍职务的教导
保羅在哥林多後書對基督徒服事職務做了特别的教导。對於服事職務，基督徒應當與保羅懷有同樣的看法。從上帝獲得適當資格的基督徒服事者并非販賣上帝的話語；当衷誠為人服務。證明人是服事者的不是某種文憑，而是人所結的果子。然而，持有服事職務雖是莫大的光榮，卻不應自高自大。上帝手下不完美的僕人享有這樣的服務特權，如同把珍寶放在脆弱的瓦器中，為要顯明能力是出於上帝的。因此必須謙卑地接受作上帝服事者的光榮特權。此外，能够作“基督的大使”（引文来自《圣经新世界译本》）是上帝恩典。因此，保羅很適當地勸告説：“不可徒受上帝的恩典”！

### 保罗的榜样
保羅是基督徒的榜樣。他珍視和努力鑽研希伯來文聖經，並曾多次加以引證、提説及把原則應用出來。此外，保羅身為監督，對羊群深切關注。他説：“為了使你們的靈性得好處，我就是傾家蕩産，犧牲自己，也在所不惜！”（引文来自《當代圣经》中文版）正如記載表明，他為了造福弟兄而將自己完全奉獻出來。他在哥林多會衆中從事教導、勸勉和糾正；坦率地警告哥林多人不可與黑暗相交，説：“你們和不信的原不相配，不要同負一軛。”由於愛護關心他們，保羅不願看見他們的思想受到腐化，“就像蛇用詭詐誘惑了夏娃一樣”。所以他勸戒説：“你們總要自己省察有信心沒有，也要自己試驗。”他敦促他們要表現基督徒的慷慨，因為“捐得樂意的人是上帝所喜愛的”。他自己對上帝給他那難以言喻的無償恩賜表現極深的體會和感激。

### 予人忍耐的力量
保羅將基督徒的思想引到正確的方向，指出“發慈悲的父，賜各樣安慰的上帝”乃是我們在試煉中真正的力量來源。在一切患難中安慰我們的就是祂。這樣，今日的基督徒便能够保持堅忍，直至得救進入祂的新世界裏。保羅也談及未來的光明希望，指向“一間來自上帝的建築物，一間不是由人手所造，永遠在天上的房屋”，説：“若有人與基督聯合，祂便是個新的創造物。舊事已經過去，看哪！新事已產生了。”哥林多後書了提出了很大的鼓勵和安慰。

## 争议

### 一軛論
在选择配偶方面，保罗在给哥林多后书中提到：“你们跟不信的人毫不相配，不要与他们同负一轭。”（哥林多后书6:14）

### 阅读圣经
- 《和合本》
  - 哥林多後書（页面存档备份，存于）（繁體中文）
  - 哥林多后书（页面存档备份，存于）（简体中文）